# Беспаленко, Павел Николаевич
Па́вел Никола́евич Беспа́ленко (17 февраля 1969, Старый Оскол, Белгородская область, СССР — 18 мая 2016, Старый Оскол, Белгородская область, Россия) — российский государственный и общественный деятель, политолог, социолог. Кандидат социологических наук, доктор политических наук, профессор.

## Биография
Родился 17 февраля 1969 года в Старом Осколе.
В 1986 году начал трудовую деятельность в литейном цехе Старооскольского завода автотранспортного электрооборудования.
В 1987—1989 годы проходил службу в Красноярске и Новосибирске в рядах ВВ МВД СССР.
В 1989—1991 годах работал в городском комитете ВЛКСМ Старого Оскола в качестве инструктора, заместителя заведующего организационным отделом, заведующим отделом организационно-массовой и кадровой работы и первый секретаря ГК ВЛКСМ.
В 1991—1993 годы — председатель городского комитета Российского союза молодёжи Старого Оскола.
В 1993 году — заведующий отделом по делам молодёжи администрации Старого Оскола.
В 1993—1998 годах — начальник отдела по делам молодёжи администрации Старого Оскола и Старооскольского района.
В 1998—2000 годах — председатель комитета по делам молодёжи администрации Старого Оскола.
В 1999 году с отличием окончил Северо-Кавказскую академию государственной службы по специальности менеджер-экономист.
В 2000—2002 годы — начальник управления по делам молодёжи администрации Старого Оскола и Старооскольского района.
В 2001 году под научным руководством доктора философских наук профессора В. П. Бабинцева защитил диссертацию на соискание учёной степени кандидата социологических наук по теме «Проектирование государственной молодёжной политики в практике муниципального управления». Специальность — 22.00.08 «Социология управления»
С 2001 года — вице-президент Белгородской региональной Федерации вольной борьбы.
В 2003 году закончил Старооскольский филиал Воронежского экономико-правового института по специальности «юрист».
В 2002—2007 годы — заместитель начальника департамента социальной политики администрации Белгородской области —  начальник управления по делам молодёжи Белгородской области.
С 2007 года — заместитель начальника департамента образования, культуры и молодёжной политики Правительства Белгородской области — начальник управления по делам молодёжи Белгородской области.
В 2009 году в Северо-Кавказской академии государственной службы защитил диссертацию на соискание учёной степени по теме «Духовная безопасность в системе национальной безопасности современной России: проблемы институционализации и модели решения». Специальность — 23.00.02 «Политические институты, этнополитическая конфликтология, национальные и политические процессы и технологии». Научный консультант — Заслуженный деятель науки РФ, доктор политических наук, профессор А. В. Понеделков.
Профессор Российской академии естествознания.
Профессор кафедры гуманитарных и социальных дисциплин Старооскольского филиала Воронежского государственного университета.
Заместитель директора по связям с общественностью Старооскольского технологического института (филиала) МИСиС.
С 2009 года — член Президиума коллегии Министерства спорта, туризма и молодёжной политики Российской Федерации.
С 2009 года — член Совета молодых учёных и специалистов Белгородской области.
Автор 88 научных публикаций и 10 монографий по вопросам молодёжной политики и обеспечения духовной безопасности.

## Семья
- Жена — Беспаленко Наталья Степановна, журналист.[2]
- Сын — Николай (род. 1994)[2]
- Мать — Беспаленко Светлана Николаевна (род. 1946) – пенсионерка, бывший медицинский работник городской больницы Старого Оскола.[2]

## Награды
- Медаль ордена «За заслуги перед Отечеством» II степени[2][9]
- Нагрудный знак «Почётный работник сферы молодёжной политики».[2]
- Медаль «За заслуги перед Землёй Белгородской» II степени[2]
- Медаль «За заслуги перед городом Старый Оскол».[2]
- Медаль святителя Иннокентия, митрополита Московского и Коломенского[2]
- Почётные грамоты Белгородской областной Думы[2]
- Почётные грамоты Губернатора Белгородской области[2]
- Благодарность Полномочного Представителя Президента Российской Федерации в Центральном федеральном округе[2]
- Почётные грамоты Министерства образования и науки[2]
- Почётные грамоты Министерства внутренних дел[2]
- Почётные грамоты Министерства спорта, туризма и молодёжной политики Российской Федерации[2]
- Благословенные грамоты Патриарха Московского и всея Руси[2]
- более 50 ведомственных и негосударственных наград и почётных знаков.[2]

## Научные труды

### Диссертации
- Беспаленко П. Н. Проектирование государственной молодёжной политики в практике муниципального управления : диссертация... кандидата социологических наук : 22.00.08. — Белгород, 2001. — 205 с.
- Беспаленко П. Н. Духовная безопасность в системе национальной безопасности современной России: проблемы институционализации и модели решения : диссертация... доктора политических наук : 23.00.02 / Беспаленко Павел Николаевич; [Место защиты: Сев.-Кавказ. акад. гос. службы]. — Ростов-на-Дону, 2009. — 260 с.

### Монографии
- Беспаленко П. Н. Духовная безопасность: политологический анализ. — Ростов н/Д: Изд-во РГУ, 2006.
- Беспаленко П. Н. Угрозы и вызовы духовной безопасности России. — Белгород: БОТ, 2007.
- Беспаленко П. Н. Внутриполитические угрозы духовной безопасности современной России. — Ростов н/Д: Изд-во СКАГС, 2008.
- Беспаленко П. Н. Духовная безопасность в политическом пространстве России: основные стратегии развития. — Ростов н/Д: Изд-во СКАГС, 2009.
- Беспаленко П. Н. Молодёжь российского региона: духовные миры и жизненные стратегии. — Белгород: Изд-во БелГУ, 2007.
- Беспаленко П. Н. Молодёжь Белгородской области: вчера, сегодня, зав-тра. — Белгород: УДМ, 2005.
- Беспаленко П. Н. Проектирование государственной молодёжной поли-тики в условиях муниципального образования (теоретический аспект). — Белгород: УДМ – БСХА, 2001.
- Беспаленко П. Н. Региональная молодёжная политика: проблемы и опыт становления. — Ростов н/Д: Изд-во СКАГС, 1999.
- Беспаленко П. Н. Молодёжь в современном рискогенном обществе: путь от аутсайдерства к мотивированному инновационному поведению и социальному партнёрству, гарантированной духовной безопасности. — Белгород: УДМ, 2008.

### Статьи
- Беспаленко П. Н. Духовная составляющая системы национальной безопасности России // Обозреватель / OBSERVER. — М., 2007. — № 4 (207).
- Беспаленко П. Н. Гражданская и политическая идентичность россиян в контексте проблематики духовной безопасности // Учёные записки Российского государственного социального университета. — М., 2008. — № 2 (58).
- Беспаленко П. Н. Духовная безопасность и политическая идентичность граждан России. – Тула: Учёные записки ТулГУ, 2008.
- Беспаленко П. Н. Политическая идентичность России в контексте про-блематики духовной безопасности // Социум и власть. — Челябинск. — 2008. — № 3(19).
- Беспаленко П. Н., Римский В. П. Политико-идеологические и социокультурные основания типологии нетрадиционных религий // Известия Тульского государственного университета. Гуманитарные науки. — Тула: Тульский государственный университет, 2009. — № 1. — С. 3-13.